# Teoria de la pràctica
La teoria de la pràctica (o teoria de les pràctiques socials) és una teoria (o "família" de teories) que busca comprendre i explicar el món social i cultural mitjançant l'anàlisi de les pràctiques bàsiques corporals basades en el coneixement que s'interconnecten per formar entitats socials més complexes. com ara grups, estils de vida, camps socials o societats senceres. La teoria de la pràctica, tal com va esbossar Sherry Ortner, "busca explicar les relacions que s'obtenen entre l'acció humana, d'una banda, i alguna entitat global que anomenem "el sistema" de l'altra". Busca resoldre el conflicte de la teoria social clàssica entre enfocaments estructuralistes col·lectivistes i teories de l'acció individualista que intentaven explicar tots els fenòmens socials en termes d'accions individuals.

## Pierre Bourdieu
La teoria de la pràctica és fortament associat amb el teòric francès i sociòleg Pierre Bourdieu. El seu concepte d'habitus representa una formulació important dels principis de la teoria de pràctica. Bourdieu va desenvolupar la idea d'habitus per capturar 'la internalització permanent de l'ordre social en el cos humà'. El seu llibre, Esbós d'una Teoria de Pràctica, el qual està basat en la seva feina a Algèria durant la Guerra d'Independència és un exemple de la formulació de Bourdieu de la teoria de pràctica aplicada a les dades empíriques recollida a través de l'etnografia. Diversos dels seus treballs es van considerar clàssics, no només dins la sociologia, sino també dins l'antropologia, l'educació, les relacions internacionals i els estudis culturals. La distinction. Critique sociale du jugement va ser anomenat un dels deu treballs més importants del segle XX per la International Sociological Association.

## Anthony Giddens
Conegut per la seva teoria de l'estructuració i la seva visió holística de les societats modernes, Anthony Giddens es considera un dels sociòlegs moderns més prominents. Els seus treballs, Central Problems in Social Theory (1979) i The Constitution of Society (1984), li va portar fama internacional en el camp sociològic. Giddens va desenvolupar la teoria de l'estructuració, una anàlisi d'agència i estructura, on la primacia no es garanteix a cap de les dues, per demostrar 'com els principis d'ordre podrien tant produir com ser reproduits al mateix nivell de la pràctica' i no a través d'una societat que incideix en actors individuals des de dalt.

## Michel Foucault
Una noció estretament relacionada amb l'habitus de Bourdieu, és el concepte de Michel Foucault de 'disciplina'. Com l'habitus, la disciplina 'és l'estructura i el poder que han quedat impressionats en el cos formant disposicions permanents'. Tanmateix, en contrast a Bourdieu, Foucault va posar un èmfasi particular en la violència a que s'utilitza com a forma de control social en els règims moderns (p. ex. presons i asils).

## Theodore Schatzki
Theodore Schatzki va desenvolupar una teoria alternativa de la pràctica, principalment als seus llibres Social Practices (1996) i The Site of the Social (2002). La seva premissa bàsica, derivada de Martin Heidegger i Ludwig Wittgenstein, és que la gent fa allò que té sentit per ella. Les pràctiques conformen l '"horitzó d'intel·ligibilitat" de les persones. A l'obra de Schatzki, les pràctiques es defineixen com a "múltiples accions espacial-temporals de finalització oberta" (Schatzki, 2005, p. 471) i també com a "conjunts de fets/dirs, tasques i projectes organitzats de forma jerarquitzada". A més, les pràctiques consten de quatre elements principals: (1) comprensió pràctica - "saber fer X, saber identificar X, i saber demanar i respondre als X"(idem, pàg. 77); (2) regles: "formulacions, principis, preceptes i instruccions explícites que obliguen, dirigeixen o demostren a les persones a dur a terme accions específiques" (idem, pàg. 79); (3) estructura teleoafectiva: "un ventall de fins, projectes i tasques normativitzats i ordenats jeràrquicament, en diferents graus aliats amb emocions normatitzades i fins i tot estat d'ànim" (idem, p. 80); i (4) comprensió general.

## Altres teòrics importants
- William Hanks
- Sherry Ortner
- Marshall Sahlins
- Andreas Reckwitz
- Jean Lave
- Theodore Schatzki
- Davide Nicolini
- Elizabeth Shove